# 原紗友里
原紗友里（日语：／ Hara Sayuri，1988年11月5日—），出生於日本東京都，日本女性聲優。隷屬於81 Produce。身高154cm，血型A型。

## 簡歷
- 參加第2回的81競試，獲得優秀獎。2009年10月開始加入81 Produce。
- 2010年7月30日與同事務所的阿澄佳奈、片岡梓組成聲優團體「LISP」。
- 2023年12月28日，宣布与一般男性结婚。[2][3][4]

## 演出作品

### 電視動畫
2009年
- 輕聲密語（女子A、大藏、古鷹加子、女學生、店員、女子）
- 迷宮塔 ～烏魯克之劍～（スペキュラ・エクス・マキナ）

2010年
- 學生會長是女僕（泳裝女子B）
- 戀愛班長（美少女）
- 襲來！美少女邪神（奈亞惠）

2011年
- 少年同盟（間宮杏子）
- 星光少女 極光之夢（天宮旋）
- 最後流亡-銀翼的飛夢-（普莉穆拉、約翰（幼年））

2012年
- 少年同盟2（間宮杏子）
- 咲-Saki- 阿知賀篇 episode of side-A（森合愛實）
- 星光少女 美夢成真（天宮旋）
- 戰國Collection（「斬神」塚原卜傳）
- 釣球
- 軍火女王（莫里斯）
- 軍火女王 PERFECT ORDER（莫里斯）
- 最強學生會長（女子柔道社員A）
- 其中1個是妹妹！（女學妹、女學生）
- TARI TARI（女學生）
- 只要妳說妳愛我（女學生）

2013年
- LoveLive!（美佳）
- 惡之華（三宅麻友）
- 星光少女 Rainbow Live（內田莉奈、波寶、菲米妮）
- 神不在的星期天（沃拉絲·法倫[5]、瑟莉卡·赫克馬蒂卡、蘇菲亞、死者、生徒）
- 蒼藍鋼鐵戰艦（刑部蒔繪）

2014年
- 狐仙的戀愛入門（小啼）
- 團地友夫（鄰居的女孩子）
- 星光少女 全星選拔（天宮旋）
- 英雄銀行（秋內花）
- LoveLive!第二季（美佳）
- 日常生活中的異能戰鬥（莉緹雅）

2015年
- 偶像大師 灰姑娘女孩（本田未央）

2016年
- 為美好的世界獻上祝福！（露娜）
- 12歲。～小小胸口的怦然心動～（濱名心愛）
- 魔奇少年 辛巴達的冒險（侍女）
- 12歲。～小小胸口的怦然心動～ 第二期（濱名心愛）
- JoJo的奇妙冒險 不滅鑽石（杉本鈴美）

2017年
- 秋葉原之旅 -THE ANIMATION-（祝日土働）
- 為美好的世界獻上祝福！2（露娜、女祭司）
- 偶像大師 灰姑娘女孩劇場（本田未央）
- 帶著智慧型手機闖蕩異世界。（美夏）
- THE REFLECTION（辦公室女職員、貝塔、溫蒂）
- 偶像大師 灰姑娘女孩劇場 2nd SEASON（本田未央）

2018年
- 搖曳露營△（大垣千明）
- 足球小將翼（中澤早苗[6]）
- 雷頓 不可思議偵探社 ～卡特莉的解謎事件簿～（マロン・フレメンス）
- 偶像大師 灰姑娘女孩劇場 3rd SEASON（本田未央）
- 書店裡的骷髏店員本田（莎莎美）

2019年
- 偶像大師 灰姑娘女孩劇場 CLIMAX SEASON（本田未央）
- 星光王子 KING OF PRISM -Shiny Seven Stars-（新〈幼少時〉）
- 為了女兒，我說不定連魔王都能幹掉。（克拉麗莎）

2020年
- 房間露營△（大垣千明）
- 超異域公主連結 Re:Dive（依里）

2021年
- 搖曳露營△ SEASON2（大垣千明）
- 給不滅的你（ペンナ）

2022年
- 神奇柑仔店（五反田麻美）

2023年
- 帶著智慧型手機闖蕩異世界。2（美夏）
- 屍體如山的死亡遊戲（四乃山涼火）
- 為美好的世界獻上爆焰！（櫃台小姐）
- 偶像大師 灰姑娘女孩 U149（本田未央）

2024年
- 搖曳露營△ SEASON3（大垣千明[7]）
- 為美好的世界獻上祝福！3（露娜[8]）

2025年
- Silent Witch 沉默魔女的祕密（艾卡莎）

### OVA
2011年
- 型男戀愛王國（女子A）※Ciao 2011年2月號附錄

2012年
- 少女愛上姊姊 2人的姊姊（度會史）

2014年
- 狐仙的戀愛入門（小啼）

2017年
- 為美好的世界獻上祝福！2（露娜）※小說第12卷限定版附贈BD

2025年
- 為美好的世界獻上祝福！3—BONUS STAGE—（露娜[9]）

### 劇場版動畫
2010年
- 神奇寶貝劇場版：幻影的霸者 索羅亞克（芭瓢蟲）

2012年
- 伏 鐵砲娘的捕物帳（日语：伏 鉄砲娘の捕物帳）

2014年
- 劇場版 星光少女 全星選拔 星光☆十強（天宮旋）

2015年
- 劇場版 蒼藍鋼鐵戰艦DC（刑部蒔繪）
- 劇場版 蒼藍鋼鐵戰艦Cadenza（刑部蒔繪）

2019年
- 劇場版 為美好的世界獻上祝福！紅傳說（露娜[10]）

### 網路動畫
- 蝦掰天文社 公立海老栖川高中天悶社（女子1）

### 遊戲
2011年
- 星光少女（天宮旋〈第4季－[11]〉）

2012年
- 國王、魔王與7位公主 ～新・國王物語～（薩米拉）
- 純愛舞蹈社 ～Mint～（小鳥遊乙葉）
- 女友伴身邊（南田七星）
- 偶像大師 灰姑娘女孩（本田未央）

2015年
- 偶像大師 灰姑娘女孩 星光舞台（本田未央）
- 我家公主最可愛（雪鳥姬 アデリーナ・ブルー）

2018年
- 閃耀幻想曲（大垣千明）
- 神魔之塔（露娜）
- 超異域公主連結 Re:Dive（依里）

2019年
- 碧蓝航线（Z36）

2021年
- 破曉傳奇（琳薇爾）

2022年
- 白夜極光（露比）

2024年
- 絕區零（貓宮又奈）

### 廣播劇
- 原紗友里的超！A&G Music+TV - 星期三的主持人
- 東京國際動畫博覽會 2010 TAF☆TAH的LET'S TOUGH 生中繼Special - Studio主持人
- 東京國際動畫博覽會2010 超！Station Special - 播報
- 創立30周年～8月1日是81 Produce之日！ - 主持人
- 聲優★部活動聲動放送局（富士TV ENTERTAINMENT ch） - 主持人
- 紗友里お嬢様與執事コマダ（超!A&G+：2011年10月5日 - 2012年9月26日） - 主持人
- CINDERELLA PARTY!（NICONICO直播、2014年10月8日 - ）

### 電視
- LIS★P（りすぷろでゅーす）（BS富士、2011年4月16日 - 9月17日）
- 聲優生電話（NOTTV、2012年3月30日 - ）- 助手
- NaturalVoice 〜81Room〜（2012年4月1日 エンタ!371） - 來賓

## 外部連結
- （日語）81 Produce官方簡歷 （页面存档备份，存于）
- （日語）はらっぱ（yaplog） （页面存档备份，存于）
- LISP的X（前Twitter）（聲優團體『LISP』・阿澄佳奈、片岡梓、原紗友里3人共同經營－停止中）